# تركمان الجزائر
تركمان الجزائر أو أتراك الجزائر هم مجموعة إثنية تركية يشكلون مجموعة أقلية في الجزائر. أثناء الحكم العثماني، استوطن الأتراك وسيطروا على الحياة السياسية في المنطقة؛ نتيجة لذلك، فقد تغيرت التركيبة العرقية في الجزائر بهجرة الأتراك من الأناضول وبالتطور التدريجي «كول اوغلي» وهم أشخاص من عرقية تركية مختلطة.

## التاريخ

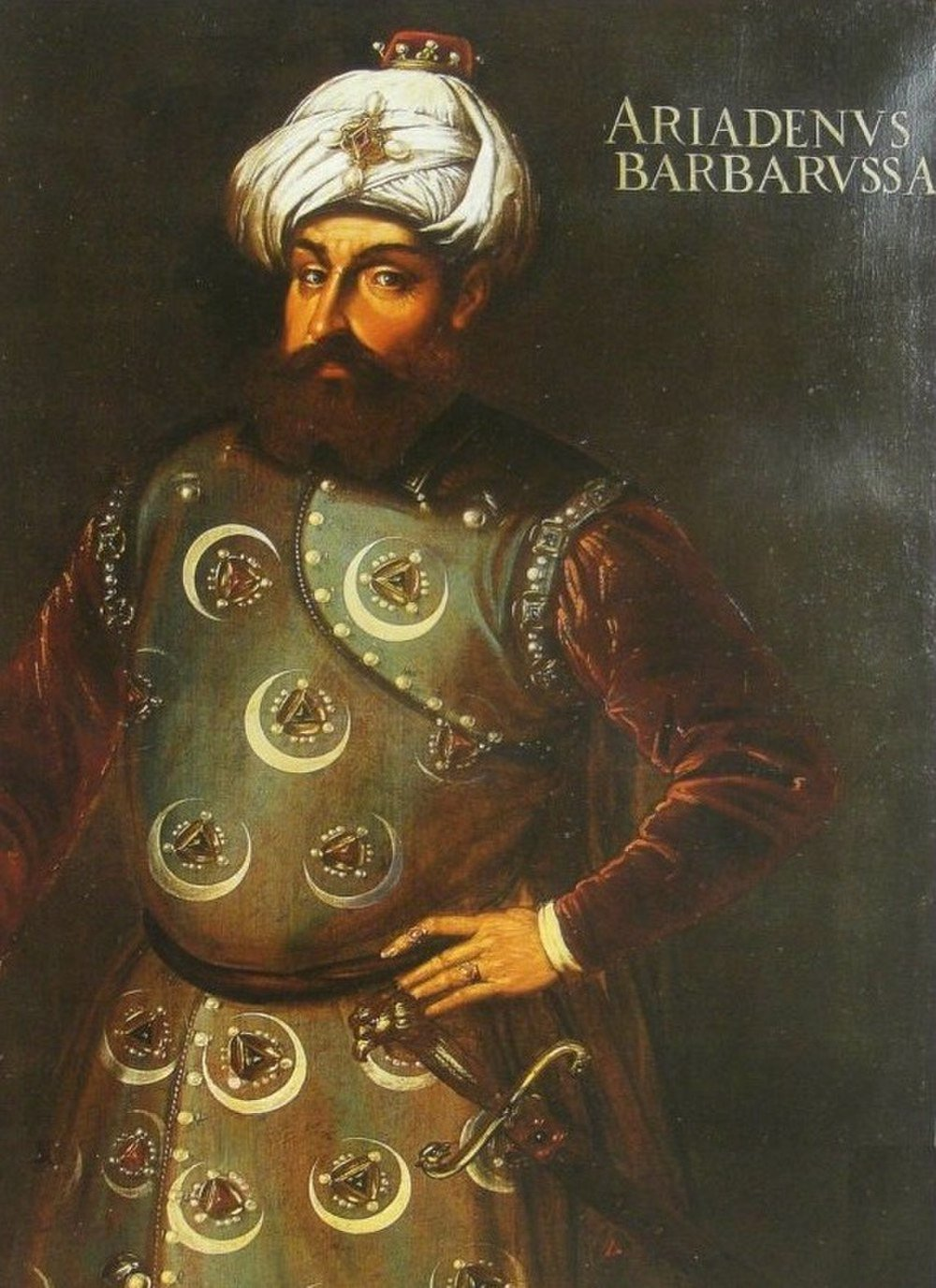
خير الدين برباروسا، أمير البحار العثماني، كان مؤسس (الجزائر العثمانية).

يرتبط تأسيس الجزائر العثمانية ارتباطاً مباشراً بتأسيس الولايات العثمانية (إيالة عثمانية) في شمال افريقيا في بداية القرن 16. في ذلك الوقت، ظهرت مخاوف بشأن سقوط مدينتهم في أيدي الإسبان، وطلب السكان الجزائريون النجدة من العثمانيين. برئاسة عروج بربروس وشقيقه خير الدين برباروسا، استولوا على حكم المدينة وبدأوا في توسيع أراضيهم في المناطق المجاورة. السلطان سليم الأول (ح. 1512-20)ن وافق على تولي حيدر الدين حكم على المناطق المغربية كإيالة، ومنحه رتبة جنرال-حاكم (إيالة عثمانية). بالإضافة إلى ذلك، أرسل السلطان 2.000 من الانكشارية، برفقتهم حوالي 4.000 متطوع إلى الإيالة العثمانية حديثة التأسيس في المغرب العربي، وكانت عاصمته مدينة الجزائر. هؤلاء المستعمرين، وخاصة القادمون من الأناضول، كان يطلقون على أنفسهم «يولداش» (تعني بالتركية «رفيق السلاح») وكان يطلقون على من يولد من أبنائهم من امرأة محلية «كول اوغلي»، ويعني هذا أن هؤلاء الأبناء من خدمة السلطان. بالمثل، للإشارة إلى شخص وُلد من أم محلية وأب تركي، كان يضاف «ابن التركي» (أو «كول اوغلو») إلى اسمه.

### تجنيد الصفوة العسكرية الادارية
منذ تأسيسها، عملت النخبة العسكرية-الادارية على تجديد نفسها من خلال متطوعين من المناطق الغير عربية في الدولة العثمانية، وخاصة من الأناضول. ومن ثم، فالعرب المحليون المجندون لم يسمع بهم تقريباً في أثناء وبعد القرن الثامن عشر أو كانوا يحتفظون بشبكة دائمة من الضباط العرب المجندين في بعض الدن الأناضولية الساحلية وعلى بعض الجزر في بحر إيجة. سياسة التجنيد في ذلك الوقت كانت إحدى الوسائل المستخدمة لضمان بقاء النخبة التركية وكانت تمارس حتى سقوط الحكم العثماني عام 1830.

### التزاوج من النساء المحليات والكول اوغلي
أثناء القرن 18، مارست العسكرية سياسة مشددة على الزواج بين أفرادها والنساء المحليات. الجندي المتزوج يفقد حقه في الإقامة في إحدى الثكنات الثمانية في المدنية وحصته اليومية من الخبز. ويفقد كذلك حقه في شراء مجموعة متنوعة من المنتجات بأسعار مخفضة. وم ذلك، فقد ميزت هذه السياسة تمييزاً واضحاً بين حاملي الرتبات المختلفة: الرتبة العليا، الأكثر قبولاً للزواج بين حامليها. تأتي هذه السياسة كجزء من جهود النخبة العثمانية لتخليد العرق التركي وللحفاظ على تمييزه عن بقية السكان. علاوة على ذلك، فسياسة الزواج العسكرية، في وقت ما، كانت قد نشأت من مخاوف تزايد أعداد الكو اوغلي.
تشير كول اوغلي إلى الذكر الذي ينتسب للنخبة العثمانية ويتزوج من امرأة جزائرية محلية. ولصلاتهم بالسكان الجزائريين المحليين من جهة الأم، فولاء الكول اوغلي للنخبة العثمانية كان محل شك لمخاوف تتعلق باحتمال تحول ولائهم؛ ومن ثم يعتبرون خطر محتمل على النخبة. ومع ذلك، فإبن المرأة الغير محلية، والتي تعتب رهي نفسه «أجنبية» ضمن السكان المحليين، لا يمثل مثل هذا الخطر على النخبة العثمانية. لذلك، فالنخبة العثمانية الجزائرية كان لها سياسة واضحة تهدف إلى الحفاظ على شخصيتها كجماعة اجتماعية خاصة منفصل عن السكان المحليين. في إيالة تونس المجاورة، لم يكن هناك إصرار على تزكية العرق التركي الحاكم، وكان الكول اوغلي يصلون إلى مراكز مرموقة في الحكومة. إلا أن القوات الانكشارية كانت قد فقدت تفوقها في عهد الأسرة المرادية (ابن مراد باي عني باي)، ثم في عهد الأسرة الحسينية. تفسر الحالة التونسية جزئياً على أنها استمرار لسياسة تجنيد الانكشارية وتوضيح الرغبة بإبعاد الكول اوغلي عن المراكز الحقيقية للسلطة. ومع ذلك، فالكول اوغلي حاملي الرتب العالية كانوا يخدمون في اوكاك، في الجيش وفي الوظائف الدارية، ويحتلون مناصب كانت تعتبر أكبر من طموحاتهم، بالرغم من أنه لم يكن هناك كول اوغلي يحمل لقب داي في القرن الثامن عشر، ويبدو أن هذا هو الاستثناء الوحيد.

## التوزع

### التعداد
حسب السفارة التركية في الجزائر هناك ما بين 600,000 - 700,000 شخص من أصل تركي يعيش في الجزائر، إلا أنه، حسب السفارة الفرنسية فعدد الأتراك في الجزائر حوالي مليوني شخص. عام 1953، اقترح صبري حمزتلي بأن الأشخاص من أصول تركية يمثلون 25% من إجمالي السكان بالجزائر. ومع ذلك، ففي تقرير أكثر دقة صدر عن جماعة اكسفورد للأعمال عام 2008، أن الأشخاص ذوي الأصول التركية يشكلون أكثر من 5%من إجمالي سكان الجزائر؛ تبعاً لهذا التقرير، في عام 2006، كان عدد سكان الجزائر 34.8 مليون نسمة مما يجعل الأغلبية التركية تشكل حوالي 1,740,000 نسمة. في مقال بصحيفة زمان نشر في 2007 أن الأتراك يشكلون 10% من إجمالي سكان الجزائر والبالغ عددهم 33.3 مليون نسمة، أي 3,300,000 شخص من أصل تركي. في 2012، قدر المكتب الوطني الجزائري للإحصاء أن العدد الإجمالي لسكان البلاد 37.1 مليون نسمة.

### مناطق الوجود
تعيش الأقلية التركية في المدن الكبيرة، خصوصا العاصمة وعواصم البايلك مثل مازونة عاصمة بايلك الغرب، وتقليدياً كان لهم وجود ملحوظ، وكانوا يعيشون بجانب عرب الأندلس الأصليون، ويمثلون جزء بارز من سكان تلمسان. نظراً للحكم التركي الذي امتد لفترات طويلة، يقيم الأتراك الجزائريون في المدن التركية القديمة، مثل القصبة، في الجزائر العاصمة. وتعيش أعداد لا بأس بها منهم في مدن مثل بسكرة، برج زمورة في منطقة القبائل، واد الزيتون والمدية

## المنظمات والاتحادات
- رابطة الأتراك الجزائريين [25]

## مشاهير الشخصيات
- إيزابيل أدجاني، ممثلة[26][27]
- محيى الدين بشطارزي، ممثل ومغني[28]
- محمد بن أبي شنب، كاتب[29]
- أحمد باي بن محمد الشريف، آخر بايات قسنطينة[30]
- محمد حسين، شاعر[31]
- مصالي الحاج، سياسي[32][33]
- سالم هلالي، مغني[34]
- حمدان خوجة، باحث وتاجر[35]
- محمد راسم، فنان[36]
- أحمد توفيق المدني، سياسي[37]
- عمر راسم، فنان وكاتب[36]
- بنيامين ستمبولي، لاعب كرة قدم
- هنري ستمبولي، لاعب كرة قدم
- مصطفى اسطمبولي، سياسي

## قائمة المراجع
- Adamson، Fiona (2006)، The Constitutive Power of Political Ideology: Nationalism and the Emergence of Corporate Agency in World Politics، University College London
- Adem، Ismail (2004)، Küçük ve Orta Ölçekli İşletmeleri Geliştirme ve Destekleme Başkanlığı Cezayir Ülke Raporu (PDF)، KOSGEB، مؤرشف من الأصل (PDF) في 2008-11-21، اطلع عليه بتاريخ 2014-09-02.
- Appiah، Anthony؛ Gates، Henry Louis (2010)، Encyclopedia of Africa, Volume 1، Oxford University Press، ISBN:0-19-533770-0.
- Bencheneb، Rachid (1971)، "Les mémoires de Mahieddine Bachtarzi ou vingt ans de théâtre algérien"، Revue de l'Occident musulman et de la Méditerranée، ج. 9، ص. 15–20، DOI:10.3406/remmm.1971.1098، مؤرشف من الأصل في 2022-04-07
- Benjamin، Roger (2004)، "Orientalism, modernism and indigenous identity"، في Edwards، Steve؛ Wood، Paul (eds.) (المحررون)، Art of the Avant-Gardes، Yale University Press، ISBN:0-300-10230-5 {{استشهاد}}: |محرر2-الأول= باسم عام (مساعدة).
- Boyer، Pierre (1970)، "Le problème Kouloughli dans la régence d'Alger"، Revue de l'Occident musulman et de la Méditerranée، ج. 8، ص. 77–94، مؤرشف من الأصل في 2022-06-01
- Cheurfi، Achour (2001)، La Classe Politique Algérienne (de 1900 à nos jours): Dictionnaire Biographique، University of Michigan، ISBN:9961-64-292-9.
- Communities and Local Government (2009)، The Algerian Muslim Community in England: Understanding Muslim Ethnic Communities (PDF)، Communities and Local Government، ISBN:978-1-4098-1169-5، مؤرشف من الأصل (PDF) في 2011-11-25، اطلع عليه بتاريخ 2014-09-02.
- Déjeux، Jean (1984)، Dictionnaire des Auteurs Maghrébins de Langue Française، KARTHALA Editions، ISBN:2-86537-085-2.
- Dokali، Rachid (1974)، Les mosquées de la période Turque à Alger، University of Michigan: SNED، ASIN:B0000EA150.
- Hizmetli، Sabri (1953)، "Osmanlı Yönetimi Döneminde Tunus ve Cezayir'in Eğitim ve Kültür Tarihine Genel Bir Bakış" (PDF)، Ankara Üniversitesi İlahiyat Fakültesi Dergisi، ج. 32، ص. 1–12، مؤرشف من الأصل (PDF) في 2022-12-03
- McDougall، James (2006)، History and the Culture of Nationalism in Algeria، Cambridge University Press، ISBN:0-521-84373-1.
- Oakes، Jonathan (2008)، Bradt Travel Guide: Algeria، Bradt Travel Guides، ISBN:184162232X
- Oxford Business Group (2008)، The Report: Algeria 2008، Oxford Business Group، ISBN:1-902339-09-6 {{استشهاد}}: |الأخير= باسم عام (مساعدة).
- Panzac، Daniel (2005)، Barbary Corsairs: The End of a Legend, 1800-1820، BRILL، ISBN:90-04-12594-9.
- Parzymies، Anna (1985)، Anthroponymie Algérienne: Noms de Famille Modernes d'origine Turque، Éditions scientifiques de Pologne، ISBN:83-01-03434-3.
- Rozet، Claude (1850)، Algérie، Firmin-Didot.
- Ruedy، John Douglas (2005)، Modern Algeria: The Origins and Development of a Nation، Indiana University Press، ISBN:0-253-21782-2.
- Saoud، R. (2004)، The Impact of Islam on Urban Development in North Africa (PDF)، Foundation for Science Technology and Cilisation، مؤرشف من الأصل (PDF) في 2021-08-31.
- Shuval، Tal (2000)، "The Ottoman Algerian Elite and Its Ideology"، International Journal of Middle East Studies، Cambridge University Press، ج. 32، ص. 323–344، DOI:10.1017/s0020743800021127
- Shuval، Tal (2002)، "Remettre l'Algérie à l'heure ottomane. Questions d'historiographie"، Revue du monde musulman et de la Méditerranée، ص. 423–448، DOI:10.4000/remmm.244، مؤرشف من الأصل في 2018-11-27
- Stone، Martin (1997)، The Agony of Algeria، C. Hurst & Co. Publishers، ISBN:1-85065-177-9.
- Tocqueville، Alexis de (2006)، "Second Letter on Algeria (August 22, 1837)"، في Bronner، Stephen Eric؛ Thompson، Michael (eds.) (المحررون)، The Logos Reader: Rational Radicalism and the Future of Politics، University Press of Kentucky، ISBN:0813191483 {{استشهاد}}: |محرر2-الأول= باسم عام (مساعدة).
- Toussaint-Samat، Maguelonne (2009)، "Coffee and Politics"، A History of Food، John Wiley & Sons، ISBN:1-4443-0514-X.
- Turkish Embassy in Algeria (2008)، Cezayir Ülke Raporu 2008، Ministry of Foreign Affairs، مؤرشف من الأصل في 2013-09-29، اطلع عليه بتاريخ 2014-02-08.
- UNESCO (2009)، Diversité et interculturalité en Algérie (PDF)، UNESCO، مؤرشف من الأصل (PDF) في 2013-07-25، اطلع عليه بتاريخ 2014-09-02.